# Malinowa…
Malinowa... – czwarty studyjny album solowy Stanisławy Celińskiej, który ukazał się 25 maja 2018 pod szyldem Musicomu. Zawiera 14 utworów z tekstami napisanymi głównie przez samą Celińską, do powstania których przyczyniły się rozmowy artystki z fanami po koncertach. Płyta zdobyła Fryderyka 2019 w kategorii «Album Roku Muzyka Poetycka» oraz uzyskała certyfikat platynowy.

## Lista utworów
1. Już nie trzeba mi...
2. Drzewo
3. Mija raz dwa...
4. Ja - tu, Ty - tam (Od słów do słów) /+ Piotr Fronczewski/
5. Słowa
6. Wybacz... (Portugese)
7. Gdzie jesteś dziewczyno (Rajski ptak)
8. Nie chce inaczej
9. Malinowa herbatka
10. Otwórz oczy... (To tylko sen Joanno)
11. Korali sznur
12. Cudem jest świat
13. Idę przez świat (Słońce w ramionach niosę)
14. Maskarada

## Certyfikat
| Polska (ZPAV) | Tytułem     | Status          | Sprzedaż |
| ------------- | ----------- | --------------- | -------- |
| Polska (ZPAV) | Malinowa... | platynowa płyta | 30 000+  |